# Sympycnidelphus texanus
Sympycnidelphus texanus är en tvåvingeart som beskrevs av Harmston 1968. Sympycnidelphus texanus ingår i släktet Sympycnidelphus och familjen styltflugor.
Artens utbredningsområde är Texas. Inga underarter finns listade i Catalogue of Life.